# Sylvie Daigle
Sylvie Daigle (n. 1 decembrie 1962, Sherbrooke⁠(d), provincia Québec, Canada) este o sportivă canadiancă, medaliată olimpică. A participat la 5 ediții ale Jocurilor Olimpice (1980, 1984, 1988, 1992, 1994) în care a câștigat o medalie de aur și o medalie de argint.